# Jackson (ur. 1958)
Jackson Liberato Ramos (ur. 3 marca 1958 w Porto Alegre) – brazylijski piłkarz występujący podczas kariery na pozycji pomocnika.

## Kariera klubowa
Karierę piłkarską Jackson zaczął w klubie Grêmio Porto Alegre w 1977. Z Grêmio dwukrotnie zdobył mistrzostwo stanu Rio Grande do Sul – Campeonato Gaúcho w 1977 i 1979. W latach 1980–1981 był zawodnikiem klubu América Natal. W lidze brazylijskiej zadebiutował 24 lutego 1980 w wygranym 1-0 meczu z Vila Nova Goiânia. Z Américą dwukrotnie zdobył mistrzostwo stanu Rio Grande do Norte – Campeonato Potiguar w 1980 i 1981. W latach 1981–1982 występował w Figueirense FC.

## Kariera reprezentacyjna
Jackson występował w olimpijskiej reprezentacji Brazylii. W 1979 uczestniczył w Igrzyskach Panamerykańskich, na których Brazylia zdobyła złoty medal. Na turnieju w San Juan wystąpił tylko w meczu z Kostaryką.